# Akoose
Akoose (auch Akosi, Bakossi, Bekoose, Koose, Kosi, Nkoosi und Nkosi) ist die Sprache der Bakossi. Sie ist eine Bantusprache und wird von circa 134.000 Menschen in Kamerun gesprochen. 
Sie ist im Département Koupé-Manengouba, in der Region Sud-Ouest und im Département Moungo, in der Region Littoral, verbreitet. 
Akoose wird in der lateinischen Schrift geschrieben.

## Klassifikation
Akoose ist eine Nordwest-Bantusprache und gehört zu den Ngoe-Sprachen innerhalb der Lundu-Balong-Gruppe, die als Guthrie-Zone A10 klassifiziert wird.
Es gibt die Dialekte Nord-Bakossi, West-Bakossi, Süd-Bakossi, Mwambong, Ninong, Elung (auch Elong, Along und Nlong) und Mwamenam (auch Mouamenam).

## Beispiel
Ave Maria:
| Akoose | Deutsch |
| --- | --- |
| Nsannan Maria awê lune nê ngratia, Sangwe a de nê we, e namsan a tinte bebaad, ne epum abum adong Jesus a namsan. A Maria awê sang, Nyê Dioob, kane, ayöle ’jed beböl be mbid, bob nê punde ejed ekwid. Amen. | Gegrüßet seist du, Maria, voll der Gnade, der Herr ist mit dir. Du bist gebenedeit unter den Frauen, und gebenedeit ist die Frucht deines Leibes, Jesus. Heilige Maria, Mutter Gottes, bitte für uns Sünder jetzt und in der Stunde unseres Todes. Amen. |